# Hechtia glomerata
Hechtia glomerata är en gräsväxtart som beskrevs av Joseph Gerhard Zuccarini. Hechtia glomerata ingår i släktet Hechtia och familjen Bromeliaceae. Inga underarter finns listade i Catalogue of Life.